# Elbwiesen
De Elbwiesen zijn de groene oevers van de rivier de Elbe die zich over een lengte van 30 km dwars door de stad Dresden in de Duitse deelstaat Saksen uitstrekken. De breedte van de Elbwiesen varieert van enkele meters tot 400 meter.

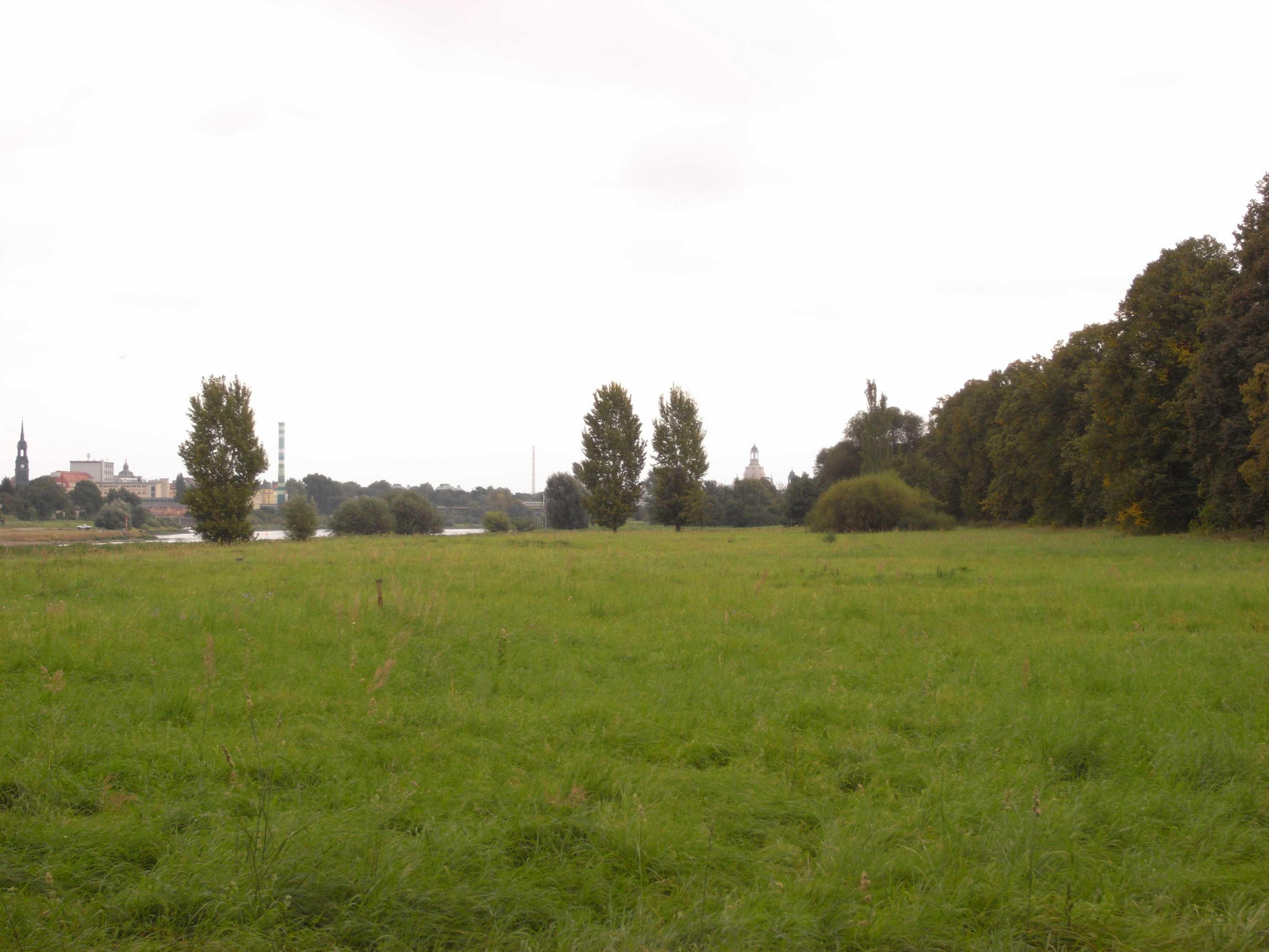
Elbwiesen bij het Ostragehege

De oevers zijn voornamelijk met gras begroeid. Het gras wordt regelmatig gemaaid om te voorkomen dat de oevers dichtgroeien met struiken; ook vindt begrazing door schaapskuddes plaats. Het landschap langs de Elbe stond korte tijd op de Werelderfgoedlijst, maar door de aanleg van de Waldschlösschenbrug raakte het de vermelding in 2009 weer kwijt.